# 郡道

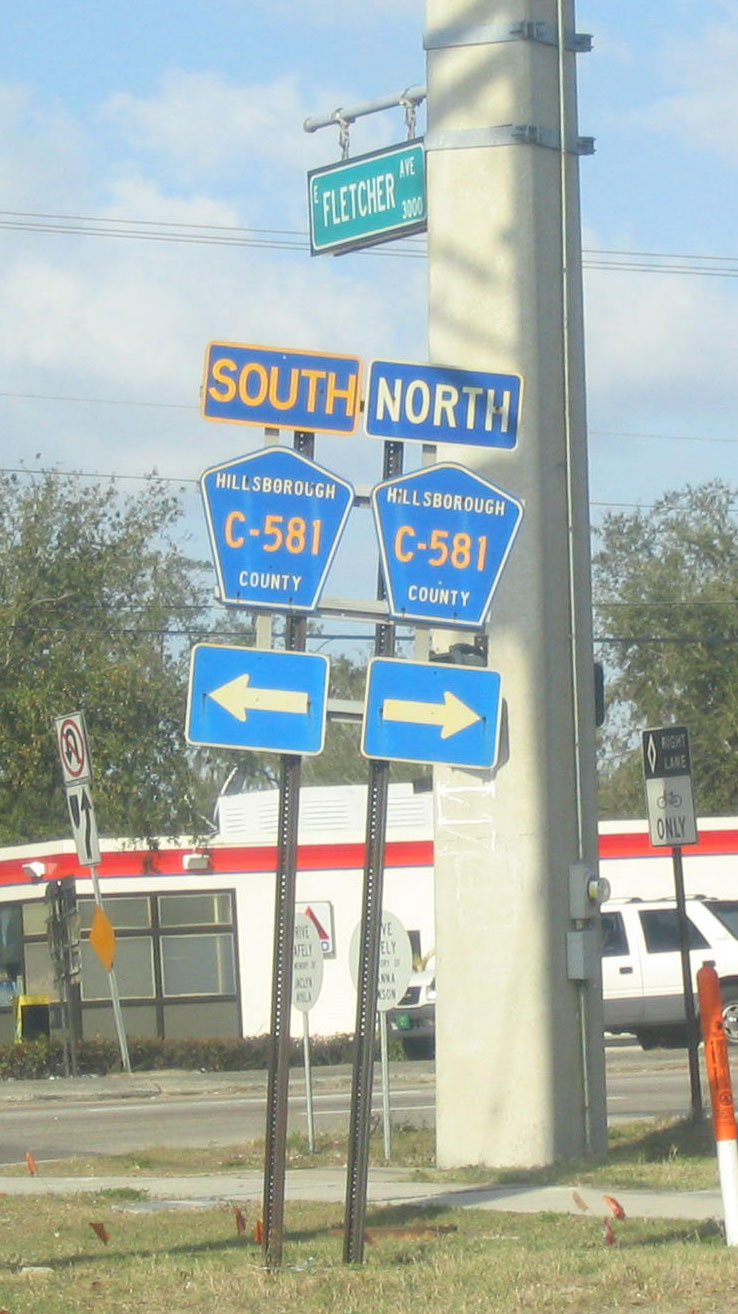
フロリダ州タンパにあるヒルスボロー郡道561号線の標識

現在主流となっている郡道の標識

郡道 (ぐんどう、county highway, county road, county route, 略称CHないしCR)は米国及びカナダはオンタリオ州内の道路の内、郡の道路局が指定し管理を行う道路。道路番号は各郡が独自に振ることもあれば、郡同士で道路番号を調整する場合、あるいは州レベルで統一のルールを設ける場合もある。
特に道路に固有名や道路番号がついていなくても、郡が管理する道路は全て「郡道」と呼べる。州や郡によっては、地勢に基づいた名前を付けたり、自治体名、人名を道路名とすることもある。その他に地域を座標に見立てて番号を振ることもある。この場合、例えば「東2000号線(East 2000 Road)」といえば、予め指定された基点(座標軸で言えば(0, 0)の原点に相当)から東に20街区(あるいは20マイル、20キロ)を南北に走る郡道ということになる。これらはあくまで一例で、他にも様々な番号の振り方がある。管理下にある全ての郡道に、特に基準を設けず適当に番号を振る郡もあれば、通常使われる通りの名前を書いた標識(日本の「道路の通称名(119)」にあたる標識。道路標識を参照されたい)に郡道番号を添えるだけのところ、果ては番号を一切振らないような郡もある。
道路規格や道路の維持・管理の頻度、財源は郡道によって千差万別である。市街地では高速道路規格になっている場合や、地域間を連絡する郡道では州道級の規格になっている場合がある一方で、住宅地では単なる路地が郡道になっていることもある。概して田舎の郡道はほとんど往来がなく、道路整備もあまり頻繁に行われていない。そのため舗装している場合は、路面が荒れていることがあったり、そもそも未舗装のままであったりする。人里離れた場所では砂や砂利、あるいは地肌を踏み固めただけのところもあり、こうしたところではたまに人や馬の足跡、四輪車の轍が残っている程度の往来しかない。ウィスコンシン州をはじめ、郡道を大規模に整備し、幹線同士の連絡や、都市間連絡の役を負わせている州もある。

## 米国

ウィスコンシン州で採用されている主要郡道の標識

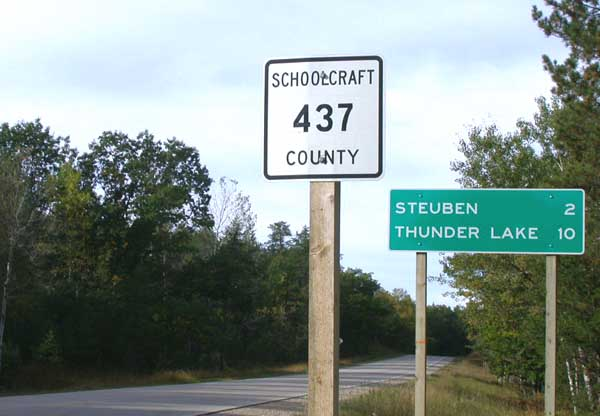
このタイプの標識を採用する州も多い。

郡道の標識は青地に黄文字の五角形(『道路標識の規格統一に関する手引き(Manual on Uniform Traffic Control Devices)』で推奨されている形状)、白地に黒文字の長方形(主に古いタイプ)が主流。米国にはどの市町村にも属さない地域(地方公共団体未設地域)を抱える州が多く、当該地域は郡直属となる関係上、それらの州は必然的に「郡道」を抱えることになる。ヴァージニア州やノース・キャロライナ州等の郡には郡道に指定された道路はほとんどなく、地方公共団体未設地域を走る道路は郡ではなく州が直接管理している。コネティカット州等にはそもそも郡に相当する地方公共団体がないので、定義上、郡道は存在しない。コネティカット州の他アラスカ州等にも郡道が存在しない。ルイジアナ州にも郡は存在しないが、郡に相当するparishと呼ばれる地方公共団体があり、他州の郡道格にあたるparish routeが存在する。
ミネソタ州では州交付金郡道(county state-aid highways)の指定を受けた郡道がいくつかある。建設・管理主体は郡であるが、州の郡道補助用の交付金を受けることができる郡道を特に州交付金郡道と呼んでいる。州交付金郡道と他の一般郡道を区別する郡と特に区別せずに一括して管理する郡がある。Stearns郡では州交付金郡道には標準仕様として推奨されている(前述)青地の五角形の標識を用い、他の一般郡道にはミネソタ州の標準仕様となっている白い正方形の標識を用いることで両者を区別している。本州内の郡道は郡道番号で区別されるが、例外的に、Dodge郡では一般郡道の一部にアルファベットを付けている。Ramsey郡内の道路にもアルファベットが付けられている(County Road B, County Road C等)が、これは郡道(county road)ではなく、セント・ポール市の北の地域を東西に走る道路にはアルファベットの通り名を付けることにしたもので、County Road Bは「郡道B号線」という意味ではなく「Ramsey郡B通り」の意味である。複数の郡を跨ぐ郡道には郡間郡道に指定され、標識にもその旨がアルファベットで記載されるが、これを殊更案内している地図は少ない。
郡道番号の振り方に統一の規則はなく、州によってまちまちである。ウィスコンシン州のように、1から3文字のアルファベット(C号線、CC号線、CCC号線等)を振る州もある。ウィスコンシン州では、大抵の交差点に郡道番号の標識がある。郡名の重複があるため、郡道番号も重複することがままある。イリノイ州のように番号(通常1-2桁)かアルファベット1文字と1-2桁の番号の組み合わせ(V-34やA-29等)を用いることもある。路線の起点をはじめ、ある程度の間隔で番号標識が設置されているが、国道や州間高速道路のように、走行方向によって偶数・奇数を振り分けたりすることはほとんどない。アイオワ州ではアルファベット1文字と2桁の番号の組み合わせが使われる(B-26号線等)。ニュージャージー州には2種類の番号があり、500番台は主に複数の郡に跨って走る郡道用の番号で、600、700番台は郡内で完結する郡道に付けられることが多い。ニュージャージー州の郡道は案内が行き届いており、州道と同じようにマイル程が0.5マイル毎に振られ、高速道路の出口案内にも連絡する郡道番号が記載される。

## 日本
日本においても1919年（大正8年）に道路法が制定されてから、1923年（大正12年）4月1日に郡制が廃止されるまでの短い期間郡道が存在していた。一部の郡では郡道を主要郡道と一般郡道に分類していた。郡制廃止後は都道府県道及び市町村道に昇格及び降格となった。